# Cena familiar
Cena familiar é um óleo sobre tela da autoria do pintora portuguesa Aurélia de Sousa. Pintado em 1911 e mede 75 cm de altura e 45,5 cm de largura.
A pintura pertence ao Museu Nacional de Soares dos Reis do Porto.